# Jaak de Wit
Jaak de Wit  est un footballeur et entraîneur néerlandais, né le 2 septembre 1932.
Ancien joueur de Valkenswaard et du PSV Eindhoven, il a fait une carrière d'entraîneur d'abord aux Pays-Bas, puis surtout en Belgique. Il a, entre autres, été entraîneur principal du FC Bruges, de l'AS Ostende et du Royal Antwerp FC.